# Raión de Baranavičy
Baránavichi (en bielorruso: Баранавіцкі раён) es un raión o distrito de Bielorrusia, en la provincia (óblast) de Brest. 
Comprende una superficie de 2 204 km².
Su centro administrativo es la ciudad de Baránavichi, que está constituida como ciudad subprovincial y no forma parte del raión.

## Demografía
Según estimación de 2010, contaba con una población total de 41 902 habitantes.

## Subdivisiones
Comprende el asentamiento de tipo urbano de Haradzishcha y los siguientes 14 consejos rurales:
- Rusinó
- Volna
- Haradzishcha
- Zhamchuzhny
- Kroshyn
- Liasnaya
- Mirny
- Móuchadz
- Milavidy
- Nóvaya Mysh
- Padhórnaya
- Palonka
- Pachápava
- Stalóvichy